# Цона Артиђанале-Комерчале Комунале Тре Пјетре (Удине)
Цона Артиђанале-Комерчале Комунале Тре Пјетре је насеље у Италији у округу Удине, региону Фурланија-Јулијска крајина.
Према процени из 2011. у насељу је живело 20 становника. Насеље се налази на надморској висини од 116 м.